# Paardensport op de Olympische Zomerspelen 2004
De paardensport is een van de sporten die beoefend werden tijdens de Olympische Zomerspelen 2004 in Athene. Er werden in Athene zes onderdelen afgewerkt in drie categorieën met telkens een individueel onderdeel en een onderdeel voor landenteams: de eventing, de dressuur en het springconcours.

## Dressuur

### Individueel
| rang   | sporter              | paard           | land | score  |
| ------ | -------------------- | --------------- | ---- | ------ |
| Goud   | Anky van Grunsven    | Salinero        | NED  | 79.278 |
| Zilver | Ulla Salzgeber       | Rusty           | GER  | 78.833 |
| Brons  | Beatriz Ferrer-Salat | Beauvalais      | ESP  | 76.667 |
| 4      | Debbie McDonald      | Brentina        | USA  | 75.653 |
| 5      | Hubertus Schmidt     | Wansuela Suerte | GER  | 74.883 |
| 6      | Robert Dover         | Kennedy         | USA  | 74.713 |
| 7      | Jan Brink            | Briar           | SWE  | 73.727 |
| 8      | Rafael Soto          | Invasor         | ESP  | 73.606 |

### Team
| rang   | sporter                                                                         | paard                                                 | land | score                       | totaal |
| ------ | ------------------------------------------------------------------------------- | ----------------------------------------------------- | ---- | --------------------------- | ------ |
| Goud   | Ulla Salzgeber Martin Schaudt Hubertus Schmidt Heike Kemmer                     | Rusty Weltall Wansuela Suerte Bonaparte               | GER  | 78.208 73.417 72.333 71.292 | 74.653 |
| Zilver | Beatriz Ferrer-Salat Rafael Soto Juan Antonio Jimenez Ignacio Rambla            | Beauvalais Invasor Guizo Oleaje                       | ESP  | 74.667 72.792 71.292 64.750 | 72.917 |
| Brons  | Debbie McDonald Robert Dover Guenter Seidel Lisa Wilcox                         | Brentina Kennedy Aragon Relevant 5                    | USA  | 73.375 71.625 69.500 68.792 | 71.500 |
| 4      | Anky van Grunsven Sven Rothenberger Imke Schellekens-Bartels Marlies van Baalen | Salinero Barclay II Lancet Idocus                     | NED  | 74.208 69.833 69.750 64.583 | 71.264 |
| 5      | Per Sandgaard Jon Pedersen Andreas Helgstrand Lone Jørgensen                    | Zancor Esprit de Valdemar Cavan Ludewig G             | DEN  | 70.667 69.000 68.333 65.750 | 69.333 |
| 6      | Jan Brink Tinne Vilhelmson Louise Nathorst Minna Telde                          | Briar Just Mickey Guinness Sack                       | SWE  | 73.250 66.917 66.583 65.375 | 68.917 |
| 7      | Carl Hester Richard Davison Emma Hindle Nicola McGivern                         | Escapado Ballaseyr Royale Wie Weltmeyer Active Walero | GBR  | 70.667 68.542 67.500 66.458 | 68.903 |
| 8      | Victoria Max-Theurer Nina Stadlinger Friedrich Gaulhofer Peter Gmoser           | Falcao Egalité Wels Don Debussy                       | AUT  | 68.667 67.375 63.667 62.750 | 66.570 |

## Eventing

### Individueel
| rang   | sporter           | paard              | land | score |
| ------ | ----------------- | ------------------ | ---- | ----- |
| Goud   | Leslie Law        | Shear l'Eau        | GBR  | 44.40 |
| Zilver | Kimberly Severson | Winsome Adante     | USA  | 45.20 |
| Brons  | Philippa Funnel   | Primmore's Pride   | GBR  | 46.60 |
| 4      | Jean Teulère      | Espoir de la Mare  | FRA  | 50.40 |
| 5      | Hinrich Romeike   | Marius             | GER  | 51.20 |
| 6      | Amy Tryon         | Poggio II          | USA  | 51.80 |
| 7      | Heelan Tompkins   | Glengarrick        | NZL  | 52.00 |
| 8      | Nicolas Touzaint  | Galan de Sauvagère | FRA  | 52.40 |

### Team
| rang   | sporter                                                                                   | paard                                                                               | land | score                            | totaal  |
| ------ | ----------------------------------------------------------------------------------------- | ----------------------------------------------------------------------------------- | ---- | -------------------------------- | ------- |
| Goud   | Nicolas Touzaint Jean Teulère Didier Courrèges Cédric Lyard Arnaud Boiteau                | Galan de Sauvagère Espoir de la Mare Débat d’Estruval Fine Merveille Expo du Moulin | FRA  | 33.40 46.40 60.60 70.60 1000.00  | 140.40  |
| Zilver | Pippa Funnell Leslie Law Mary King Jeanette Brakewell William Fox-Pitt                    | Primmore's Pride Shear l'Eau King Solomon III Over To You Tamarillo                 | GBR  | 42.60 44.40 56.00 57.80 1000.00  | 143.00  |
| Brons  | Kimberly Severson Amy Tryon Darren Chiacchia John Williams Julie Richards                 | Winsome Adante Poggio II Windfall 2 Carrick Jacob Two Two                           | USA  | 41.20 51.80 52.60 60.80 67.00    | 145.60  |
| 4      | Hinrich Romeike Bettina Hoy Andreas Dibowski Frank Ostholt Ingrid Klimke                  | Marius Ringwood Cockatoo Little Lemon Air Jordan Sleep Late                         | GER  | 45.20 49.60 53.00 54.00 1000.00  | 147.80  |
| 5      | Heelan Tompkins Matthew Grayling Blyth Tait Daniel Jocelyn Andrew Nicholson               | Glengarrick Revo Ready Teddy Silence Fenicio                                        | NZL  | 48.00 59.20 69.00 70.80 149.60   | 176.20  |
| 6      | Rebel Morrow Phillip Dutton Stuart Tinney Andrew Hoy Olivia Bunn                          | Oaklea Groover Nova Top Jeepster Mr Pracatan Top of the Line                        | AUS  | 50.20 50.80 84.80 135.40 1000.00 | 185.80  |
| 7      | Constantijn Van Rijckevorsel Karin Donckers Hendrik Degros Dolf Desmedt Joris Vanspringel | Withcote Nellie Gormley Mr. Noppus Bold Action Over and Over                        | BEL  | 54.40 56.40 82.20 92.20 1000.00  | 1193.00 |
| 8      | Mark Kyle Niall Griffin Susan Shortt Sasha Harrison Edmond Gibney                         | Drunken Disorderly Lorgaine Just Beauty Queen All Love du Fenaud Kings Highway      | IRL  | 67.00 73.20 76.80 102.40 152.60  | 2217.00 |

## Springconcours

### Individueel
| rang   | sporter              | paard             | land | score |
| ------ | -------------------- | ----------------- | ---- | ----- |
| Goud   | Rodrigo Pessoa       | Baloubet du Rouet | BRA  | 8.00  |
| Zilver | Chris Kappler        | Royal Kaliber     | USA  | 8.00  |
| Brons  | Marco Kutscher       | Montender         | GER  | 9.00  |
| 4      | Robert Smith         | Mr Springfield    | GBR  | 12.00 |
| 5      | Dirk Demeersman      | Clinton           | BEL  | 12.00 |
| 6      | Peder Fredricson     | Magic Bengtsson   | SWE  | 12.00 |
| 7      | Kevin Babington      | Carling King      | IRL  | 12.00 |
| 8      | Rolf-Göran Bengtsson | Mac Kinley        | SWE  | 12.00 |

Cian O'Connor, ( IRL) op zijn paard Waterford Crystal was aanvankelijk winnaar van de wedstrijd, later werd de combinatie gediskwalificeerd wegens een positieve dopingtest van het paard.

### Team
| rang   | sporter                                                                      | paard                                               | land | score                   | totaal |
| ------ | ---------------------------------------------------------------------------- | --------------------------------------------------- | ---- | ----------------------- | ------ |
| Goud   | Beezie Madden Chris Kappler McLain Ward Peter Wylde                          | Authentic Royal Kaliber Sapphire Fein Cera          | USA  | 0.00 4.00 16.00 00.00   | 20.00  |
| Zilver | Rolf-Göran Bengtsson Peder Fredricson Malin Baryard Peter Eriksson           | Mac Kinley Magic Bengtsson Butterfly Flip Cardento  | SWE  | 0.00 12.00 14.00        | 20.00  |
| Brons  | Marco Kutscher Otto Becker Christian Ahlmann Ludger Beerbaum (geen medaille) | Montender Dobels Cento Cöster Goldfever             | GER  | 0.00 9.00 12.00 DQ      | 21.00  |
| 4      | Gert-Jan Bruggink Leopold van Asten Gerco Schröder Wim Schröder              | Joël Fleche Rouge Monaco Montréal                   | NED  | 4.00 12.00              | 00.00  |
| 5      | Christina Liebherr Fabio Crotta Markus Fuchs Steve Guerdat                   | No Mercy Mme Pompadour M Tinka's Boy Olympic        | SUI  | 8.00 12.00 17.00 22.00  | 26.00  |
| 6      | Dirk Demeersman Jos Lansink Stanny van Paesschen Ludo Philippaerts           | Clinton Cumano O de Pomme Parco                     | BEL  | 8.00 13.00 16.00 20.00  | 28.00  |
| 7      | Juan Carlos Garcia Bruno Chimirri Vincenzo Chimirri Roberto Arioldi          | Albin III Landknecht Delfi Platiere Dime de la Cour | ITA  | 9.00 13.00 00.00 31.00  | 44.00  |
| 8      | Hwang Soon-won Joo Jung-hyun Woo Jung-ho Sohn Bong-gak                       | C.Chap Epsom Gesmeray Seven Up Cim Christo          | KOR  | 15.00 23.00 00.00 26.00 | 51.00  |

Duitsland was aanvankelijk olympisch kampioen, echter het paard van Ludger Beerbaum werd positief bevonden bij de dopingtest, waarna de combinatie gediskwalificeerd werd. Het resultaat van de drie overige Duitse ruiters was alsnog voldoende voor de bronzen medaille. Bij het team van Ierland, aanvankelijk als zevende geklasseerd, werden de resultaten van Cian O'Connor ongeldig verklaard na de positieve dopingtest van zijn paard. Omdat de drie overige combinaties niet alle ritten voltooiden, werd Ierland gedeclasseerd.

## Medaillespiegel
| rang   | land             | goud | zilver | brons | totaal |
| ------ | ---------------- | ---- | ------ | ----- | ------ |
| 1      | Verenigde Staten | 1    | 2      | 2     | 5      |
| 2      | Duitsland        | 1    | 1      | 2     | 4      |
| 3      | Groot-Brittannië | 1    | 1      | 1     | 3      |
| 4      | Brazilië         | 1    | 0      | 0     | 1      |
| 4      | Frankrijk        | 1    | 0      | 0     | 1      |
| 4      | Nederland        | 1    | 0      | 0     | 1      |
| 7      | Spanje           | 0    | 1      | 1     | 2      |
| 8      | Zweden           | 0    | 1      | 0     | 1      |
| totaal | totaal           | 6    | 6      | 6     | 18     |

Parijs 1900 · 
Stockholm 1912 · 
Antwerpen 1920 · 
Parijs 1924 · 
Amsterdam 1928 · 
Los Angeles 1932 · 
Berlijn 1936 · 
Londen 1948 · 
Helsinki 1952 · 
Melbourne 1956 · 
Rome 1960 · 
Tokio 1964 · 
Mexico-stad 1968 · 
München 1972 · 
Montréal 1976 · 
Moskou 1980 · 
Los Angeles 1984 · 
Seoel 1988 · 
Barcelona 1992 · 
Atlanta 1996 · 
Sydney 2000 · 
Athene 2004 · 
Peking 2008 · 
Londen 2012 · 
Rio de Janeiro 2016 · 
Tokio 2020 · 
Parijs 2024 · 
Los Angeles 2028
Medaillewinnaars
Atletiek · Badminton · Basketbal · Boksen · Boogschieten · Gewichtheffen · Gymnastiek · Handbal · Hockey · Honkbal · Judo · Kanovaren · Moderne vijfkamp · Paardensport · Roeien · Schermen · Schietsport · Schoonspringen · Softbal · Synchroonzwemmen · Taekwondo · Tafeltennis · Tennis · Triatlon · Voetbal · Volleybal · Waterpolo · Wielersport · Worstelen · Zeilen · Zwemmen